# Vacunación contra la COVID-19 en Paraguay
La vacunación contra la COVID-19 en Paraguay es la estrategia nacional de vacunación que ha iniciado el 22 de febrero de 2021, con el fin de inmunizar contra la COVID-19 a la población del país, en el marco de un esfuerzo mundial para combatir la pandemia de COVID-19.
El 30 de diciembre de 2020, el entonces Ministro de Salud Pública y Bienestar Social, Julio Mazzoleni, presentó el Plan Nacional de Vacunación contra el COVID-19. El plan será dividido en tres fases, iniciando con los trabajadores de blanco y personas mayores, para luego seguir con las personas con enfermedades de base, trabajadores esenciales y así sucesivamente.
El 18 de febrero de 2021, llegaron las primeras dosis de Vacunas antiCOVID-19 en el Paraguay, compuestas por 4 000 dosis de la vacuna Sputnik V, en principio, destinados a personal de blanco. La vacunación inició el 22 de febrero de 2021, en el Hospital Materno Infantil Santísima Trinidad de Asunción, el Hospital Nacional de Itauguá, el Hospital Regional de Encarnación y el Hospital Regional de Ciudad del Este, para luego seguir en los demás principales centros de salud del país.
Hasta junio de 2021, el Gobierno de Paraguay ha acordado adquirir 4,28 millones de dosis de vacunas del mecanismo COVAX; así como otras 6 millones de dosis producto de compras directas a distintos laboratorios —fuera del mecanismo COVAX—, totalizando poco más de 10 millones de dosis solo en compras, suficiente para inmunizar a poco más de la mitad de la población paraguaya, en base a dos dosis por persona —dependiendo de la vacuna a ser adquirida—.
Hasta finales del año 2022, se han vacunado con la primera dosis 3 981 946 personas (65% de la población total), con la segunda dosis 3 537 911 personas (58% de la población total), y con la tercera dosis o dosis de refuerzo 1 656 497  personas, según informes del Programa Ampliado de Inmunizaciones.

## Cronología
El 18 de febrero de 2021, llegan las primeras dosis de Vacunas antiCOVID-19 en el Paraguay, compuestas por 4 000 dosis de la Vacuna rusa Sputnik V (2 000 del componente 1, y 2 000 del componente 2), compradas mediante el Fondo Ruso de Inversión, y en principio es destinados a personal de blanco. La vacunación inició el 22 de febrero de 2021, en el Hospital Materno Infantil Santísima Trinidad de Asunción, el Hospital Nacional de Itauguá, el Hospital Regional de Encarnación y el Hospital Regional de Ciudad del Este, para luego seguir en los demás principales centros de salud del país. La inoculación arranca con los personales de blanco, en principio a los que están en la "primera línea de batalla" o con mayor riesgo de contraer la enfermedad, como los médicos terapistas.
El 6 de marzo de 2021, el Gobierno de Chile, liderado por su presidente, Sebastián Piñera, entregó la donación al gobierno paraguayo de 20 mil dosis de la vacuna china Sinovac, con el fin de que sean inoculadas para inmunizar al personal sanitario nacional. El 12 de marzo, mediante la cooperación con el Gobierno de Emiratos Árabes Unidos, Paraguay recibe 3 mil dosis de la vacuna china Sinopharm. El 19 de marzo, arriban las primeras vacunas del cuestionado mecanismo COVAX, de unas 36 000 dosis de la vacuna AstraZeneca. El 29 de marzo, arriban las dosis de la vacuna india Covaxin, donadas por el Gobierno de la India, aunque no ha sido usado de forma inmediata, hasta esperar que una entidad regulatoria de alto nivel apruebe su uso de emergencia.
El 6 de abril, la Comisión Federal para la Protección contra Riesgos Sanitarios (Cofepris) de México aprueba para su uso de Emergencia la vacuna Covaxin, con lo que así el Paraguay pudo utilizar estas vacunas en su población. El 9 de abril, arriba otras 20 000 dosis de la vacuna Sputnik V (10 000 del componente 1, y 10 000 del componente 2) El 12 de abril arranca la vacunación de adultos mayores, primeramente a mayores de 85 años. El 25 de abril, llegan 234.400 dosis de dos vacunas a Paraguay, 100.000 de ellas de Covaxin (segunda tanda de donación) y 134.400 del Mecanismo COVAX (segunda tanda de este mecanismo). El 27 de abril el Ministerio de Salud reduce la franja etaria de autorizados para vacunarse a 75 años. 
El 3 de mayo se inoculará según la terminación de cédula de identidad en días específicos, debido a las falencias en el sistema de agendamiento. El 10 de mayo, la franja etaria para vacunaciones baja a 70 años. El 14 de mayo, arriban otras 40 000 dosis de la Sputnik V (todos del componente 1). El 18 de mayo, la franja etaria para vacunaciones baja a 65 años (nacidos hasta 1956). El 24 de mayo, llega un lote de 250 000 dosis de la vacuna china Sinopharm, provenientes de Emiratos Árabes Unidos, para proseguir con la vacunación que había sido suspendida días atrás por falta de ellas en varias regiones sanitarias. El 28 de mayo, la franja etaria para vacunaciones baja a 62 años (nacidos hasta 1959).
El 3 de junio, llega la tercera tanda de 134 400 del Mecanismo COVAX. El 4 de junio, se anuncia la ampliación de la Fase 1 de vacunación para incluir al grupo etario de 50 a 59 años de edad, debido a que el 50% de los menores de 60 años fallecen de COVID-19, también se incluirá a embarazadas con 5 meses de gestación o más. El 5 de junio, llega la primera tanda de donación de parte del Gobierno de Catar, de unos 99 600 dosis de la vacuna Moderna. El 7 de junio, la franja etaria para vacunaciones baja a 60 años. El 8 de junio arriban otras 40 000 dosis de la Sputnik V (todos del componente 1). El 12 de junio, la franja etaria para vacunaciones baja a 55 años o por cumplir (nacidos hasta 1966). El 13 de junio, se habilita el registro para personas de 18 años o más que deseen vacunarse. El 14 de junio se recibió la donación de 150 000 dosis de la vacuna Oxford/AstraZeneca por parte del Gobierno de México. Ese mismo día se habilita la vacunación a embarazadas de 5 meses o más de gestación. El 18 de junio, se recibió la donación de 12 000 dosis de la vacuna Oxford/AstraZeneca por parte del Gobierno de Uruguay. El 21 de junio, la franja etaria para vacunaciones baja a 52 años o por cumplir (nacidos hasta 1969). El 28 de junio la franja etaria para vacunaciones baja a 50 años cumplidos. El 29 de junio a las 22:30hs arriba al país en un vuelo de Aerolíneas Argentinas un lote de 200 000 dosis del primer componente de la vacuna Sputnik V (todos del componente 1). Las vacunaciones de la segunda dosis pasan a ser jueves y viernes. 
Desde el 3 de julio, se avanza a la Fase 2 de Vacunación y se inicia la vacunación a ciudadanos de entre 18 a 49 años con alguna enfermedad de base. Ese mismo día alrededor de las 6 A. m., se recibió la segunda tanda de vacunas donadas por Catar, consistentes en 150 000 dosis de la vacuna Moderna. El 7 de julio la CONATEI aprueba la inclusión de menores de 12 a 17 años con enfermedad de base para la vacunación. El 9 de julio se recibió la donación por parte del Gobierno de los Estados Unidos de 1 millón de dosis de la vacuna Pfizer. El 12 de julio se iniciará la vacunación a trabajadores esenciales, y el 13 de julio la franja etaria para vacunaciones baja a 35 años cumplidos o más (sin importar si son sanos o no). Desde esa fecha, se cambia el cronograma de vacunación y se suspende la vacunación a personas menores de 35 años con enfermedad de base, quienes deberán esperar a que baje la franja etaria. También habrá centros de vacunación habilitados las 24 horas (ya sea peatonal o "auto-vac"). Las vacunaciones de la segunda dosis pasan a ser sábados y domingos, y el lunes para pendientes de vacunación. El 12 de julio se recibió la sexta tanda de Sputnik V de unas 100 000 dosis (todos del componente 1). El 14 de julio se batió el récord de 109 205 vacunados en un solo día.  El 12 de julio se superan el millón de inoculados (con la primera dosis), cerca del 15% de la población total y casi el 30% de la población objetivo. El 16 de julio se recibió la primera tanda de Pfizer comprada por el Gobierno, de unas 35 100 dosis. El 19 de julio se amplía la vacunación a más trabajadores de servicios esenciales, también se les incluye a estudiantes universitarios de ciencias de la salud que estén cursando el último año de la carrera. El 20 de julio, se vuelve a agregar a la población de 18 años o más con alguna enfermedad de base. El 21 de julio la franja etaria para vacunaciones baja a 20 años cumplidos o más, y el 23 de julio se vacunará a adolescentes de entre 12 a 17 años con enfermedad de base, conocido como "día A", avanzando así a liberar prácticamente la vacunación a toda la población mayor de edad sin importar su condición de salud, y a adolescentes con enfermedad de base. El 23 de julio, llega la segunda tanda comprada de Pfizer de 33 900 dosis. El 27 de julio, llega la segunda tanda de donaciones de los EE.UU consistentes en 1 millón de vacunas Pfizer, destinadas para segunda dosis. El 27 de julio se superan los dos millones de inoculados (con la primera dosis), rondando cerca del 30% de la población total vacunada y casi la mitad de la población objetivo, meta que se tenía previsto alcanzar recién a fines del año. El 30 de julio, llega la tercera tanda comprada de Pfizer de 33 930 dosis, completando cerca de 100 mil dosis para julio.
La primera semana de agosto se destinará exclusivamente para segunda dosis, aguardando las vacunas para proseguir con la primera dosis. El 5 de agosto, llegan 253 440 dosis de la vacuna Oxford-AstraZeneca, donados por el gobierno de España a través del mecanismo COVAX, y 6 896 dosis de la vacuna china Sinovac-Coronavac, donados por el gobierno de Colombia. El 6 de agosto llega la cuarta tanda comprada de Pfizer de 26 910 dosis. El 12 de agosto, se recibe la tercera tanda de donación de 99 600 dosis de Moderna por parte de Catar. Ese mismo día, llega la segunda tanda de donación por Colombia de 13 104 dosis de Sinovac, y 20 000 dosis del segundo componente de la Sputnik V. Durante la madrugada siguiente del 13 de agosto, en un avión carguero procedente de Estados Unidos, llega un lote de 22.230 vacunas Pfizer que forma parte de la compra de 1.000.000 de dosis compradas de la farmacéutica por el Gobierno. El 23 de agosto llega otra tanda de 20 000 dosis de la Sputnik V (componente 2). El 24 de agosto llega 140 000 dosis de la Oxford-AstraZeneca, compradas al Gobierno de España en medio de un acuerdo bilateral. El 28 de agosto llega otra tanda de 106 000 dosis de la Sputnik V (componente 1) y 18 720 dosis de Pfizer.
El 13 de septiembre de 2021 baja la franja etaria de vacunaciones a 19 años de edad, y el 21 de septiembre baja a 18 años. El 13 de octubre de 2021 se anuncia la aplicación de terceras dosis a personal de salud, inmunosuprimidos y personas mayores de 50 años de edad. También se anunció la aplicación de primeras dosis a adolescentes sanos (franja etaria de 12 a 17 años). Desde el 18 de octubre de 2021, inicia la vacunación de terceras dosis para aquellos que completaron su esquema de vacunación (dos dosis) hasta el 30 de abril de 2021.
El 1 de noviembre la franja etaria para vacunaciones baja a 16 años. El 6 de noviembre baja a 14 años y el 10 de noviembre baja a 12 años. También el 10 de noviembre se aprueba la vacuna AstraZeneca para mayores de 18 años (siendo anteriormente aprobada para mayores de 30 años de edad). El 15 de noviembre, se habilita la tercera dosis (o 1º dosis de refuerzo) para los mayores de 18 años, luego de 4 meses de la segunda dosis de la vacuna recibida. El 31 de enero de 2022 se autoriza la vacunación a niños de 5 a 11 años de edad.

## Fases de vacunación
Se estima inmunizar entre un 30% y un 60% de la población paraguaya para el año 2021. Para lograr la Inmunidad de rebaño a nivel nacional, se debe vacunar al menos al 60% de la población, que es la población objetivo (4,5 millones de personas aproximadamente); por otra parte, el 30% alcanzaría para la población de mayor riesgo (2,1 millones de personas aproximadamente). A finales de julio de 2021, se alcanzó el 30% de la población total, el equivalente a cerca de la mitad de la población objetivo y que era la meta a legar inicialmente para fin de año.
La fase 1 de vacunación inició a finales de febrero e incluyó al grupo poblacional de mayor riesgo: como los personales de blanco y los adultos mayores, además de embarazadas (por ser una de las mayores causas de muerte materna). La fase 2 inició a principios de julio e incluyó al siguiente grupo de riesgo moderado: como la población en general mayor de 35 años, población mayor de 18 años con enfermedad de base, y personales esenciales como policías, militares, docentes, etc.; así como estudiantes universitarios de ciencias de la salud. La fase 3 inició a finales de julio, con la llegada de más vacunas e incluye a la población adulta en general, y a adolescentes con enfermedad de base.
La aplicación de tercera dosis o primera dosis de refuerzo se empezó a aplicar en octubre de 2021, primeramente a personal de salud y adultos mayores (de 50 años o más). Un mes después, se liberó para toda la población mayor de edad en general (18 años en adelante).
| Nuevo calendario de vacunación COVID-19 (actualizado a noviembre de 2021) | Nuevo calendario de vacunación COVID-19 (actualizado a noviembre de 2021) |
| Fase                                                                      | Grupo poblacional |
| ------------------------------------------------------------------------- | --- |
| Fase 1 (concluido)                                                        | - Trabajadores de blanco (por nivel de prioridad, desde el 22 de febrero) - Personal de salud en primera línea (1º nivel de prioridad) - Demás personales en áreas relacionadas con la salud (2º nivel de prioridad) - Población mayor: Personas de 50 años o más (por franja etaria) - 85 años o más (desde el 12 de abril) - 75 años o más (desde el 27 de abril) - 70 años o más (desde el 10 de mayo) - 65 años o más (desde el 18 de mayo) - 62 años o más (desde el 28 de mayo) - 60 años o más (desde el 7 de junio) - 55 años o más (desde el 12 de junio) - 52 años o más (desde el 21 de junio) - 50 años o más (desde el 28 de junio) - Embarazadas con 5 o más meses de gestación (desde el 14 de junio, por fecha específica: en "días E")          |
| Fase 2 (concluido)                                                        | - Personas con enfermedades preexistentes (por fecha específica) - 18 a 49 años (3 al 7 de julio) - 18 a 34 años (20 de julio) - Trabajadores de servicios esenciales (por fecha específica) - I: Docentes, Policía Nacional, Fuerzas Armadas, Guardias Penitenciarios, Fiscalía, Bomberos, Comunicadores (12 y 19 de julio) - II: Funcionario de Migraciones, Aduanas, Cruz Roja, Defensoría Pública, Poder Judicial, Funerarias (19 de julio) - Población general: Personas de 35 años o más (desde el 13 de julio) - Estudiantes universitarios de CDS de último año (19 de julio) - Medicina, Enfermería, Obstetricia, Nutrición, Odontología, Fisioterapia, Bioquímica, Inst. quirúrgico                                                                    |
| Fase 3 (en curso)                                                         | - Población general mayor de edad - 20 años o más (desde el 21 de julio) - 19 años o más (desde el 13 de septiembre) - 18 años o más (desde el 20 de septiembre) - Población menor de edad: - de 12 a 17 años con enfermedades preexistentes (en "días A": 23 de julio, 11 de septiembre) - 16 años o más (desde el 1 de noviembre) - 14 años o más (desde el 6 de noviembre) - 12 años o más (desde el 10 de noviembre) - 5 años o más (desde el 31 de enero de 2022) - Tercera dosis (primera dosis de refuerzo): - Personal de salud y adultos de 50 años o más (desde el 18 de octubre) - Adultos de 18 años o más (desde el 15 de noviembre) - Menores de 16 y 17 años (desde el 28 de diciembre) - Menores de 12 años o más (desde el 17 de enero de 2022) |

## Vacunas ordenadas y/o recibidas
- Mecanismo COVAX: Previstos 4,3 millones de dosis en diferentes tandas. Previstos 357.600 dosis de la Vacuna Oxford / AstraZeneca entre marzo y mayo de 2021.[72]
- Donaciones: Se recibió 20 000 dosis de la Sinovac por parte del Gobierno de Chile.[73] Se recibió 3 000 dosis de la Sinopharm de parte del Gobierno de los Emiratos Árabes Unidos.[17] Se recibió 200 000 dosis de Covaxin por parte del Gobierno de la India.[19] Se prevé la donación de 400mil dosis de la vacuna Moderna por parte del Gobierno de Catar para junio; también se analizó la compra de otras 400 mil dosis, aunque esto aún no fue confirmado. Se recibió la donación de 150 000 dosis de la vacuna Oxford/AstraZeneca por parte del Gobierno de México.[37] Se recibió la donación de 12 000 dosis de la vacuna Oxford/AstraZeneca por parte del Gobierno de Uruguay.[39] Se recibió la donación de 1 000 000 de dosis de Pfizer por parte del Gobierno de los Estados Unidos.[74]
- Compras directas: En febrero de 2021, se confirmó la compra de 1 millón de dosis de Sputnik V.[75][76] A fines de abril, se confirmó la compra de 2 millones de dosis de Covaxin.[77][78][79] A fines de abril, se confirmó la compra de 1 millón de dosis de la vacuna china Sinopharm.[80] El 17 de junio se confirmó la compra de 1 millón de dosis de la vacuna estadounidense UB-612 de la compañía Vaxxinity (COVAXX).[81] En junio se confirmó la compra con Pfizer por un millón de dosis, meses después se confirmó la compra de otro millón más.[82] El 23 de julio, se confirmó la compra de 2 millones de dosis de la vacuna estadounidense Moderna, para 2022.[83]

| Mecanismo       | Vacuna                 | Laboratorio        | Dosis ordenadas | Obs.   | Despliegue           |
| --------------- | ---------------------- | ------------------ | --------------- | ------ | -------------------- |
| Mecanismo COVAX | AZD1222                | Oxford-AstraZeneca | 4 279 800       |        | Desplegado por lotes |
| Compradas       | Sputnik V              | Instituto Gamaleya | 1 000 000       | [ 84 ] | Desplegado por lotes |
| Compradas       | BNT162b2               | Pfizer-BioNTech    | 2 000 000       | [ 85 ] | Desplegado por lotes |
| Compradas       | AZD1222                | Oxford-AstraZeneca | 2 000 000       | [ 86 ] | Desplegado por lotes |
| Compradas       | Covaxin                | Bharat Biotech     | 2 000 000       | [ 87 ] | Pendiente            |
| Compradas       | UB-612                 | COVAXX             | 1 000 000       | [ 88 ] | Pendiente            |
| Compradas       | mRNA-1273              | Moderna            | 2 000 000       | [ 88 ] | Pendiente            |
| Compradas       | BBIBP-CorV (Hayat Vax) | Sinopharm          | 1 000 000       | [ 89 ] | Rescindido           |
| Donaciones      | BBIBP-CorV (Hayat Vax) | Sinopharm          |                 | [ 90 ] |                      |
| Donaciones      | CoronaVac              | Sinovac            | [ 91 ]          |        |                      |
| Donaciones      | Covaxin                | Bharat Biotech     | [ 92 ]          |        |                      |
| Donaciones      | mRNA-1273              | Moderna            | [ 93 ]          |        |                      |
| Donaciones      | AZD1222                | Oxford-AstraZeneca | [ 94 ]          |        |                      |
| Donaciones      | BNT162b2               | Pfizer-BioNTech    | [ 95 ]          |        |                      |

## Lotes de vacunas
| Lotes de vacunas llegadas a Paraguay | Lotes de vacunas llegadas a Paraguay | Lotes de vacunas llegadas a Paraguay | Lotes de vacunas llegadas a Paraguay | Lotes de vacunas llegadas a Paraguay | Lotes de vacunas llegadas a Paraguay |
| Orden de llegada                     | Cantidad de Dosis                    | Vacuna                               | Medio                                | Fecha de llegada                     | Ref.                                 |
| ------------------------------------ | ------------------------------------ | ------------------------------------ | ------------------------------------ | ------------------------------------ | ------------------------------------ |
| 1.º                                  | 4000                                 | Sputnik V (c1 y c2)                  | Comprado                             | 18 de febrero de 2021                | [ 97 ]                               |
| 2.º                                  | 20 000                               | Sinovac                              | Donado por Chile                     | 6 de marzo de 2021                   | [ 73 ]                               |
| 3.º                                  | 3000                                 | Sinopharm                            | Donado por EAU                       | 12 de marzo de 2021                  | [ 17 ]                               |
| 4.º                                  | 36 000                               | Oxford-AstraZeneca                   | COVAX                                | 19 de marzo de 2021                  | [ 18 ]                               |
| 5.º                                  | 100 000                              | Covaxin                              | Donado por India                     | 29 de marzo de 2021                  | [ 98 ]                               |
| 6.º                                  | 20 000                               | Sputnik V (c1 y c2)                  | Comprado                             | 9 de abril de 2021                   | [ 21 ]                               |
| 7.º                                  | 100 000                              | Covaxin                              | Donado por India                     | 25 de abril de 2021                  | [ 100 ]                              |
| 8.º                                  | 134 400                              | Oxford-AstraZeneca                   | COVAX                                | 25 de abril de 2021                  | [ 101 ]                              |
| 9.º                                  | 40 000                               | Sputnik V (c1)                       | Comprado                             | 14 de mayo de 2021                   | [ 27 ]                               |
| 10.º                                 | 250 000                              | Sinopharm                            | Comprado                             | 24 de mayo de 2021                   | [ 29 ]                               |
| 11.º                                 | 134 400                              | Oxford-AstraZeneca                   | COVAX                                | 3 de junio de 2021                   | [ 31 ]                               |
| 12.º                                 | 99 600                               | Moderna                              | Donado por Catar                     | 5 de junio de 2021                   | [ 33 ]                               |
| 13.º                                 | 40 000                               | Sputnik V (c1)                       | Comprado                             | 8 de junio de 2021                   | [ 34 ]                               |
| 14.º                                 | 150 000                              | Oxford-AstraZeneca                   | Donado por México                    | 14 de junio de 2021                  | [ 37 ]                               |
| 15.º                                 | 12 000                               | Oxford-AstraZeneca                   | Donado por Uruguay                   | 18 de junio de 2021                  | [ 39 ]                               |
| 16.º                                 | 200 000                              | Sputnik V (c1)                       | Comprado                             | 29 de junio de 2021                  | [ 42 ]                               |
| 17.º                                 | 150 000                              | Moderna                              | Donado por Catar                     | 3 de julio de 2021                   | [ 44 ]                               |
| 18.º                                 | 1 000 000                            | Pfizer                               | Donado por EE.UU                     | 9 de julio de 2021                   | [ 102 ]                              |
| 19.º                                 | 100 000                              | Sputnik V (c1)                       | Comprado                             | 12 de julio de 2021                  | [ 48 ]                               |
| 20.º                                 | 35 100                               | Pfizer                               | Comprado                             | 16 de julio de 2021                  | [ 51 ]                               |
| 21.º                                 | 33 900                               | Pfizer                               | Comprado                             | 23 de julio de 2021                  | [ 54 ]                               |
| 22.º                                 | 1 000 000                            | Pfizer                               | Donado por EE.UU                     | 27 de julio de 2021                  | [ 55 ]                               |
| 23.º                                 | 33 930                               | Pfizer                               | Comprado                             | 30 de julio de 2021                  | [ 57 ]                               |
| 24.º                                 | 6896                                 | Sinovac                              | Donado por Colombia                  | 5 de agosto de 2021                  | [ 58 ]                               |
| 25.º                                 | 253 440                              | Oxford-AstraZeneca                   | Donado por España                    | 5 de agosto de 2021                  | [ 58 ]                               |
| 26.º                                 | 26 910                               | Pfizer                               | Comprado                             | 6 de agosto de 2021                  | [ 59 ]                               |
| 27.º                                 | 99 600                               | Moderna                              | Donado por Catar                     | 12 de agosto de 2021                 | [ 60 ]                               |
| 28.º                                 | 20 000                               | Sputnik V (c2)                       | Comprado                             | 12 de agosto de 2021                 | [ 61 ]                               |
| 29.º                                 | 13 104                               | Sinovac                              | Donado por Colombia                  | 12 de agosto de 2021                 | [ 61 ]                               |
| 30.º                                 | 22 230                               | Pfizer                               | Comprado                             | 13 de agosto de 2021                 | [ 62 ]                               |
| 31.º                                 | 20 000                               | Sputnik V (c2)                       | Comprado                             | 23 de agosto de 2021                 | [ 63 ]                               |
| 32.º                                 | 140 000                              | Oxford-AstraZeneca                   | Comprado                             | 24 de agosto de 2021                 | [ 64 ]                               |
| 33.º                                 | 106 000                              | Sputnik V (c1)                       | Comprado                             | 28 de agosto de 2021                 | [ 103 ]                              |
| 34.º                                 | 18 720                               | Pfizer                               | Comprado                             | 28 de agosto de 2021                 | [ 104 ]                              |
| 35.º                                 | 50 800                               | Moderna                              | Donado por EE.UU                     | 2 de septiembre de 2021              | [ 105 ]                              |
| 36.º                                 | 173 160                              | Pfizer                               | Comprado                             | 6 de septiembre de 2021              | [ 106 ]                              |
| 37.º                                 | 48 000                               | Oxford-AstraZeneca                   | Donado por Uruguay                   | 6 de septiembre de 2021              | [ 106 ]                              |
| 38.º                                 | 306 900                              | Oxford-AstraZeneca                   | Donado por España                    | 12 de septiembre de 2021             | [ 107 ]                              |
| 39.º                                 | 44 460                               | Pfizer                               | Comprado                             | 17 de septiembre de 2021             | [ 108 ]                              |
| 40.º                                 | 107 000                              | Sputnik V (c1 y c2)                  | Comprado                             | 24 de septiembre de 2021             | [ 110 ]                              |
| 41.º                                 | 316 800                              | Oxford-AstraZeneca                   | Donado por España                    | 24 de septiembre de 2021             | [ 110 ]                              |
| 42.º                                 | 36 270                               | Pfizer                               | Comprado                             | 1 de octubre de 2021                 | [ 111 ]                              |
| 43.º                                 | 39 600                               | Sinopharm                            | COVAX                                | 1 de octubre de 2021                 | [ 112 ]                              |
| 44.º                                 | 150 000                              | Oxford-AstraZeneca                   | Donado por México                    | 6 de octubre de 2021                 | [ 113 ]                              |
| 45.º                                 | 84 240                               | Pfizer                               | Comprado                             | 8 de octubre de 2021                 | [ 114 ]                              |
| 46.º                                 | 30 000                               | Sinovac                              | Donado por Conmebol                  | 11 de octubre de 2021                | [ 115 ]                              |
| 47.º                                 | 308 000                              | Sputnik V (c2)                       | Comprado                             | 14 de octubre de 2021                | [ 116 ]                              |
| 48.º                                 | 100 000                              | Oxford-AstraZeneca                   | Donado por Chile                     | 18 de octubre de 2021                | [ 117 ]                              |
| 49.º                                 | 84 240                               | Pfizer                               | Comprado                             | 22 de octubre de 2021                | [ 118 ]                              |
| 50.º                                 | 225 810                              | Pfizer                               | COVAX                                | 25 de octubre de 2021                | [ 119 ]                              |
| 51.º                                 | 30 000                               | Coronavac                            | Donadas por Conmebol                 | 3 de noviembre de 2021               |                                      |
| 52.º                                 | 400 000                              | Covaxin                              | Comprado                             | 12 de noviembre de 2021              | [ 120 ]                              |
| Total Dosis                          | 6 928 510                            | S/D                                  | S/D                                  | S/D                                  | S/D                                  |
| Población                            | 7 219 641                            | S/D                                  | S/D                                  | S/D                                  | S/D                                  |
| % de Dosis respecto a la Población   | 95,97%                               | S/D                                  | S/D                                  | S/D                                  | S/D                                  |

### Inicio de la vacunación en Paraguay a nivel continental
| Puesto | País                 | Fecha histórica del inicio de vacunación | Primera persona histórica en ser vacunada | Profesión       | Edad     | Artículo principal                 | Refs.   |
| ------ | -------------------- | ---------------------------------------- | ----------------------------------------- | --------------- | -------- | ---------------------------------- | ------- |
| 1.º    | México               | 24 de diciembre de 2020                  | María Irene Ramírez                       | Enfermera       | 59 años  | Vacunación en México               | [ 122 ] |
| 2.º    | Chile                | 24 de diciembre de 2020                  | Zulema Riquelme                           | Enfermera       | 46 años  | Vacunación en Chile                | [ 123 ] |
| 3.º    | Costa Rica           | 24 de diciembre de 2020                  | María Elizabeth Castillo                  | Paciente        | 91 años  | Vacunación en Costa Rica           | [ 124 ] |
| 4.º    | Argentina            | 29 de diciembre de 2020                  | Allí Flavia Loiacono                      | Médica          | TBA      | Vacunación en Argentina            | [ 125 ] |
| 5.º    | Brasil               | 17 de enero de 2021                      | Mônica Calazans                           | Enfermera       | 54 años  | Vacunación en Brasil               | [ 126 ] |
| 6.º    | Panamá               | 20 de enero de 2021                      | Violeta Edith Gaona de Cocherán           | Enfermera       | 59 años  | Vacunación en Panamá               | [ 127 ] |
| 7.º    | Ecuador              | 21 de enero de 2021                      | Jeanneth Morales                          | Médica          | 45 años  | Vacunación en Ecuador              | [ 128 ] |
| 8.º    | Bolivia              | 29 de enero de 2021                      | Sandra Ríos Villarte                      | Enfermera       | 40 años  | Vacunación en Bolivia              | [ 129 ] |
| 9.º    | Perú                 | 9 de febrero de 2021                     | Josef Vallejos Acevedo                    | Médico          | TBA      | Vacunación en Perú                 | [ 130 ] |
| 10.º   | República Dominicana | 16 de febrero de 2021                    | Ramón Familia Alcantara                   | Médico          | 57 años  | Vacunación en República Dominicana | [ 131 ] |
| 11.º   | Colombia             | 17 de febrero de 2021                    | Verónica Luz Machado Torres               | Enfermera       | 46 años  | Vacunación en Colombia             | [ 132 ] |
| 12.º   | El Salvador          | 17 de febrero de 2021                    | Mirna Esmeralda Moreno de Murgas          | Enfermera       | 53 años  | Vacunación en El Salvador          | [ 133 ] |
| 13.º   | Venezuela            | 18 de febrero de 2021                    | Glendy Amelia Rivero                      | Médica          | TBA      | Vacunación en Venezuela            | [ 134 ] |
| 14.º   | Paraguay             | 22 de febrero de 2021                    | Miriam Arrúa                              | Enfermera       | 40 años  | Vacunación en Paraguay             | [ 135 ] |
| 15.º   | Honduras             | 25 de febrero de 2021                    | Yelena Soraya Ortega Vásquez              | Enfermera       | 40 años  | Vacunación en Honduras             | [ 136 ] |
| 16.º   | Guatemala            | 25 de febrero de 2021                    | Magdalena Guevara González                | Enfermera       | 46 años  | Vacunación en Guatemala            | [ 137 ] |
| 17.º   | Uruguay              | 27 de febrero de 2021                    | Cecilia Moreno y Erika Correa             | Adtva. y Enfra. | 22 y TBA | Vacunación en Uruguay              | [ 138 ] |
| 18.º   | Nicaragua            | 2 de marzo de 2021                       | Marco Antonio Aráuz                       | Paciente        | 62 años  | Vacunación en Nicaragua            | [ 139 ] |

## Progreso
Obs.: Los datos son actualizados quincenalmente.

## Controversias
El 18 de marzo la directora del Hospital Regional de Caacupé, departamento de Cordillera, y la jefa del Programa Ampliado de Inmunizaciones (PAI) fueron apartadas de sus cargos debido a que vacunaron a personales de blanco (administrativos) que no formaban parte de la "primera línea" de combate y que aún no estaban autorizados para inocularse. Otros 15 funcionarios administrativos fueron sumariados por este hecho. Ese mismo día fue destituido el director del Hospital Regional de Guarambaré, departamento Central, por auto-inmunizarse sin estar habilitado para ser vacunado.
El 14 de abril de 2021, se denunció la aplicación irregular de vacunas de Covid a unas 117 personas que no estaban dentro de la franja etaria autorizada en ese entonces (mayores de 85 años) en la ciudad de Presidente Franco, departamento de Alto Paraná. El director del Hospital de Presidente Franco fue destituido por esto. El 19 de abril fue destituida igualmente la directora del Hospital de Natalio, departamento de Itapúa, por presunta vacunación irregular al propietario de una funeraria, quien no reunía el requisito para ser inoculado.
El 27 de abril, a través de las redes sociales, se reportó el caso de dos mujeres -de más de 100 años de edad- que figuraban en el listado de Vacunados (con la primera dosis) del Ministerio de Salud; pero resulta ser que ambas mujeres ya habían fallecido años atrás, según se había verificado posteriormente en el registro cívico. También hubo varios casos de personas que figuraban como vacunadas, sin siquiera haberse registrado en el listado web del Ministerio de Salud para vacunarse.
El 30 de abril, se reportó el robo de vacunas en el Hospital de Calle'i, y que luego se estaban ofreciendo para su venta en la ciudad de San Lorenzo, departamento Central; según la denuncia, las vacunas habrían sido robadas quince días atrás. El 30 de abril, fue apartado del cargo el director de la XVIII Región Sanitaria por presunta vacunación "VIP" a personas con alto perfil político que no cumplían la edad mínima de vacunación (75 años), entre ellas la senadora Mirtha Gusinky, quien renunció al Senado por este hecho el 3 de mayo. El sistema de vacunación por agendamiento tuvo que ser desactivado desde el 3 de mayo, debido a innumerables quejas debido a las fallas en el agendamiento. Desde la fecha, se inocula según la terminación de cédula de identidad en días específicos.
El 3 de mayo, un usuario de Twitter divulgó una lista de más de 500 personas que habrían accedido a una vacunación irregular "VIP", en donde figuran nombre de autoridades, candidatos, funcionarios y exfuncionarios públicos que no estaban aún habilitados para vacunarse. El Ministerio de Salud inició una investigación rigurosa al respecto. Un medio periodístico de Asunción halló en la lista de vacunados, a una persona de 54 años que había sido inoculado el 13 de abril con la primera dosis de Covaxin; sin embargo, según otras averiguaciones, esta persona ya había fallecido en el año 2006 en la Argentina. Al menos otras 13 personas fallecidas más figuran que han recibido la primera dosis de vacuna.
El 18 de mayo se reportó en redes sociales, que un grupo de estudiantes de Medicina de una universidad privada, habría recibido las vacunas anti-COVID19, pese a no estar en la autorizados para ello. En Coronel Oviedo se denunció que jóvenes estudiantes, influencers, hijos de médicos y novias de políticos fueron vacunados, y que sin embargo para la gente mayor no había más vacunas. En varios puntos del país como Itapúa, Alto Paraná, Paraguarí, Misiones, Central, escasearon las vacunas para los mayores. El 20 de mayo, se suspendió temporalmente la vacunación por falta de vacunas en las regiones sanitarias de San Pedro, Guairá, Paraguarí, Caazapá, Ñeembucú y Presidente Hayes; esto provocó la queja de varias personas mayores que esperaban vacunarse y perdieron todo un día de trabajo para hacerlo.